# メディアドクター
メディアドクター（Media Doctor）とは、医学・医療関係記事の信頼性を高めるため、医療従事者やジャーナリストにより記事の調査・評価・公表を行う仕組みのこと。
新聞・テレビ・雑誌などの医療・保健報道は、受取り手である患者や家族の意思決定に少なからず影響があるとされるが、特に不十分な報道により、患者や家族が合理的な医療を理由なく忌避したり、根拠のない判断を行ったりするなどの問題が生じる事がある。このような問題意識から、医療・保健報道の質を向上させる活動がメディアドクターである。具体的には、医療の専門家とメディア関係者が医療・保健に関する記事について臨床疫学などの観点から採点し、その内容をインターネット上に公開している。
メディアドクターは2004年にオーストラリアで公衆衛生分野における研究として始められた。2005年にカナダ、2008年にアメリカ、さらにドイツ・香港・インド・日本へと広がったが、2021年時点でオーストラリア・カナダ・アメリカでの運用は終了している。
オーストラリアとカナダでは医師と医療研究者が評価をおこなっていたが、アメリカではヘルスケアジャーナリストも加わったチームを組織し、10の項目を指標として採点を行い、結果をサイト上に公開していた。

## 日本での取組み
日本では、メディアドクター研究会が活動を行っている。試みは2007年から始まったが、これは2004年度から行われていた「東京大学医療政策人材養成講座」の受講生有志により始められた。同講座はジャーナリスト・医療提供者・患者支援者・政策立案者が、共に「医療を動かす」ための議論とプロジェクトを立ち上げる「場」として運営されたもので、日本のメディアドクターはその枠組みで立ち上げられた。その後、メディアドクター研究会は2010年10月からホームページを公表し、定例会での成果を公開している。
メディアドクター研究会では、海外での事例を参考にしつつ、評価の基準となるメディアドクター指標については日本の実態を反映した内容に改訂を行い、記事内容について評価を行っている。例えば、海外メディアではインターネットやSNSによる発信が前提となっているため引用や評価結果の参照がネット上で公表しやすいが、日本では紙面での運用が基本となるため、ネット環境での公表に制約がある。また、海外メディアドクターは批判的なコメントを発信するものであったのに対し、日本国内の医療・報道の傾向を踏まえた議論を行っている。具体的には、ジャーナリストや新聞社などへの一方的な批判ではなく、執筆者が誤解した原因を解析することで研究者へのフィードバック、あるいは医療提供者が患者・家族とのコミュニケーション、公衆衛生上の政策決定プロセスへの活用も目的となっている。
近年では、SNSの普及により誰でも発信が可能となる中で「不確かな情報」が溢れかえり、あるいは検索エンジンのエコーチェンバー現象によりユーザーがサイバーコンドリアに陥るリスクが高い状況となっているが、特に2019年以降の新型コロナウィルス感染症ではこうした問題が顕在化した。こうした状況で、発信する側だけではなく受け取る側のヘルスリテラシーの向上が課題となっているが、そうした背景から活動の範囲を広げている事もメディアドクター研究会の特徴である。当初行われていた定例会では、医療者とジャーナリストによる議論が行われるのみであったが、徐々に図書館司書・学生・若手医師・広報担当者・製薬企業関係者など多様な参加者が加わっている。2021年現在の定例会では、旬のトピックに沿った記事を各参加者が事前に評価を行ったうえでディスカッションするほか、誰でも参加できる専門家によるレクチャーも行われている。また、自治体・大学講義・中学校・患者会・患者支援団体・図書館員研修などでのワークショップも開催している。特にレファレンスサービスが実施されている図書館では医療情報の提供が課題となっており、国際図書館連盟やWHOもインフォデミック対策に関心を寄せているが、メディアドクター研究会ではヘルスサイエンス情報専門員が医療情報の検索方法や見極め方についてのセミナーを行っている。